# 698609 Angli
698609 Angli è un asteroide della fascia principale. Scoperto nel 2018, presenta un'orbita caratterizzata da un semiasse maggiore pari a 3,1070136 au e da un'eccentricità di 0,0736234, inclinata di 4,96655° rispetto all'eclittica.
Dal 1º luglio al 23 settembre 2024, quando 714305 Panceri ricevette la denominazione ufficiale, è stato l'asteroide denominato con il più alto numero ordinale. Prima della sua denominazione, il primato era di 677772 Bettonvil.
L'asteroide è dedicato all'astronomo cinese Li Ang .